# Pechiney
Pechiney est un ancien groupe industriel français, fondé en 1855 et actif jusqu'en 2003, dans les domaines de l'aluminium (production et transformation), de l'électrométallurgie, de l'emballage, de la chimie, et du combustible nucléaire. Ses activités ont fusionné dans le groupe Alcan.

## Histoire

### Aux origines
L'origine du groupe Pechiney remonte à la création le 25 janvier 1855 par le chimiste Henry Merle de la Société Henry Merle et Cie. En août de la même année, il s'associe avec Jean-Baptiste Guimet, et fondent ensemble la Compagnie des produits chimiques d'Alais et de la Camargue pour produire de la soude à Salindres, le « berceau de l'aluminium », dans le Gard. En 1860, Henry Merle décide de diversifier les activités de son entreprise et se lance dans la production de l'aluminium. Ce métal est à cette époque, onéreux et peu utilisé. L'entreprise prendra le quasi-monopole de la production en France pendant les trois décennies suivantes.

### Association avec Alfred Rangod Pechiney
À la mort de Henry Merle en 1877, la société fusionne avec la société Alfred Rangod Pechiney et Cie, basée à Salindres (Gard) et conserve le nom de Compagnie des produits chimiques d'Alais et de la Camargue (PCAC). Alfred Rangod Pechiney gère dès lors l'activité de l'entreprise. Le nouveau procédé de fabrication de l'aluminium par électrolyse que lui présente son ingénieur, Paul Héroult, le laisse incrédule, et la rencontre se passe mal. Ce dernier s'associera aux Suisses Peter Emil Huber-Werdmüller et Gustave Naville, et ils seront à l'origine de la société Alusuisse. Le succès du procédé et l'insistance du fils de Jean-Baptiste Guimet et président du directoire de l'entreprise, Émile Guimet, font revenir Pechiney sur son erreur initiale et assure l'avenir de l'entreprise. 
En 1906, Adrien Badin succède à Alfred Rangod Pechiney en tant que directeur général (il lui succède également à la mairie de Salindres). Il fait construire l'usine de Saint-Jean-de-Maurienne, et lance un projet pour s'implanter aux États-Unis. Il y fonde en 1912 la Southern Aluminum Co. dans le but de concurrencer Alcoa, et la ville nouvelle de Badin en Caroline du Nord. Il demande à Paul Héroult d'administrer le site, mais celui-ci ne supportant pas le climat, finit par rentrer prématurément, malade, en France.
En 1921, la SEMF de Héroult fusionne avec PCAC, quelques années après les décès de Badin, Pechiney et Héroult. Elle prend alors le nom de Compagnie de Produits chimiques d'Alès, Froges et Camargue (connue sous l'acronyme AFC). 
Au cours de son existence, AFC, initialement centré sur l'aluminium, aura eu un périmètre très variable car il s'est diversifié, a absorbé ou fusionné avec d'autres entreprises, s'est recentré sur certaines activités. L'aluminium est toujours resté une de ses activités essentielles, à laquelle se sont ajoutées d'autres métallurgies, de la chimie, du nucléaire, de l'emballage.
En 1936, AFC devient la dixième capitalisation boursière française, après la montée en puissance des sociétés industrielles françaises à la Bourse.

### Pechiney
En 1950, AFC se rebaptise Pechiney. À ce moment-là, un nouveau procédé de fabrication basé sur l'électrolyse, fait chuter les coûts de production de l'aluminium et le marché décolle. Pechiney entreprend de se développer à l'étranger et ouvre une première usine au Cameroun en 1954. Pechiney cherche à utiliser des sources d'électricité compétitives et à élargir son portefeuille d'activités. En 1962, Pechiney acquiert Howe Sound (devenu Howmet) aux États-Unis. En 1965, la société se diversifie dans l'emballage en créant la société Cebal. En 1967, Pechiney rachète Tréfimétaux, un transformateur de métaux non ferreux.
Selon les archives du monde du travail, « aux côtés de la COGEMA (Compagnie générale des matières nucléaires), parfois en collaboration avec elle, Ugine Kuhlmann fut le seul industriel français à assurer le traitement de l’uranium, depuis l’extraction du minerai à sa conversion en hexafluorure, tout en ayant participé à des études et des réalisations sur tous les continents ».

### Pechiney-Ugine-Kuhlmann

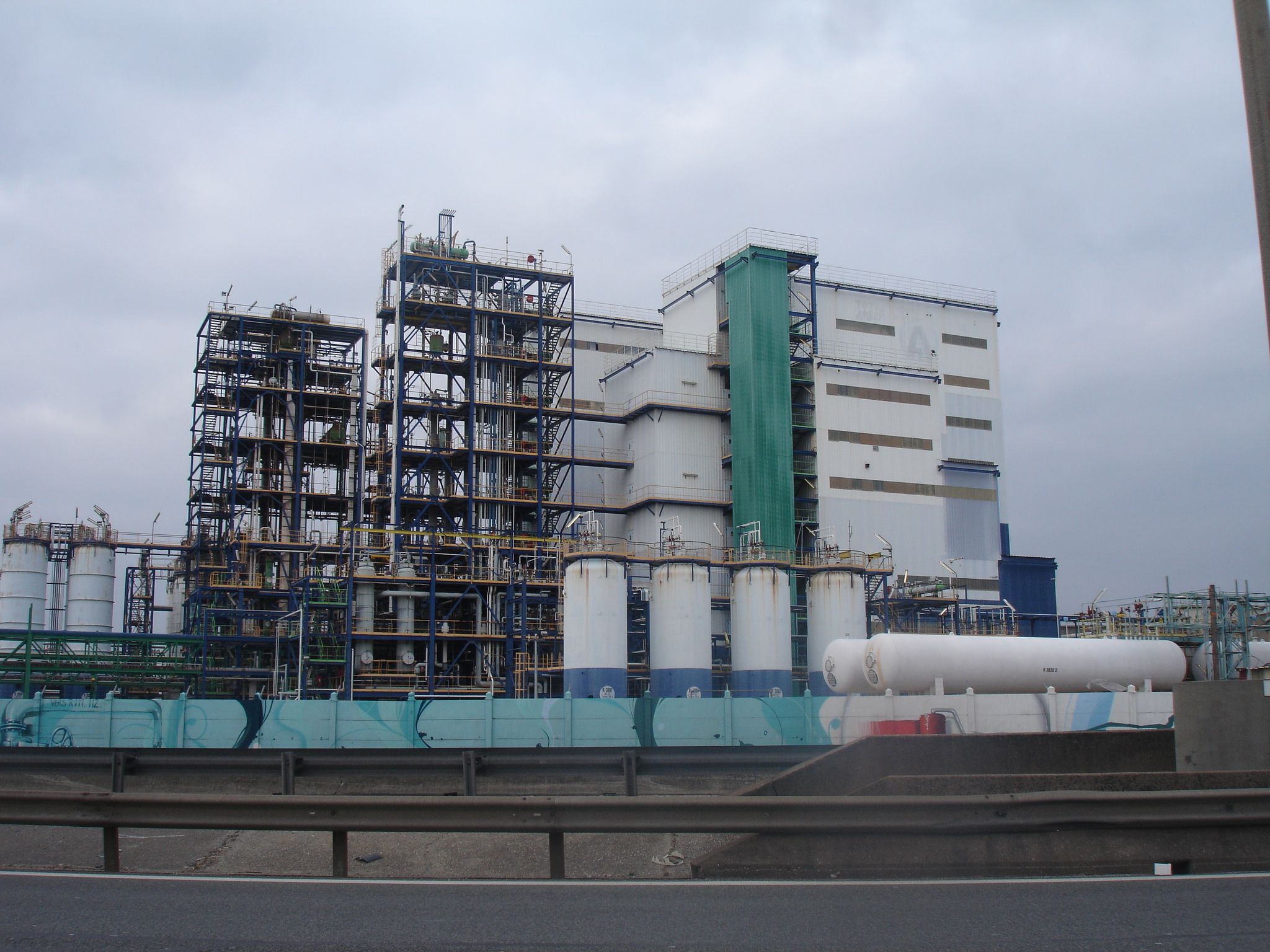
Pierre Bénite : site Arkema (ex Péchiney-Ugine-Kulhman)

En 1971, la Société de raffinage de l'uranium et la Société des usines chimiques de Pierrelatte, appartenant au CEA, fusionnent pour donner naissance à la société Comurhex, détenue à 51 % par Pechiney et à 49 % par la Cogema. Pechiney cèdera ses parts en 1992 à la Cogema.
Toujours en 1971, Pechiney fusionne avec Ugine Kuhlmann, lui-même issu du regroupement d'Ugine aciers et des Établissements Kuhlmann, pour donner naissance à Pechiney-Ugine-Kuhlmann (PUK) qui devient alors le premier groupe industriel privé français et est présent dans l'aluminium, la chimie, le cuivre, le combustible nucléaire et les aciers spéciaux. 
Ugine Aciers, par le biais de sa filiale, Durferrit-Sofumi, à Villers-Saint-Sépulcre , selon l'historienne Annie Lacroix-Riz, produisit avant 1945, près de 37 tonnes de cristaux d'insecticide Zyklon B utilisé dans les chambres à gaz de certains camps d’extermination. 
À partir de 1974, le conglomérat subit le premier choc pétrolier et la concurrence des pays asiatiques, si bien que sa situation financière se dégrade. En 1976, PUK vend sa filiale TLM à la société italienne SMI-Società Metallurgica Italiana. 
La constitution du groupe Pechiney-Ugine-Kuhlmann avait été considérée, à l’époque, comme l’une des plus grandes réussites de la politique française des champions nationaux,. Dix ans plus tard, en 1981, PUK est un groupe au bord de la faillite, avec 15 milliards de francs de dettes pour seulement 4,5 milliards de capitaux propres (NDR : Cet ouvrage retrace avec lucidité toutes les étapes de l’échec du groupe Pechiney-Ugine-Kuhlmann, puis Pechiney). Cette situation pouvait s’expliquer par trois facteurs. La fusion avait été mal conçue. Elle illustrait le caractère mythique de la « politique des champions nationaux », que le président Georges Pompidou avait imposée sur la base des rapports Rueff-Armand (1958), Clappier (1964) et Ortoli (1967),. Inspirée par les ouvrages de Jean-Jacques Servan-Schreiber, Le Défi Américain et de Lionel Stoléru, L’impératif industriel, cette politique avait constitué l’un des objectifs des IVe, Ve et VIe Plans.
La fusion Pechiney-Ugine-Kuhlmann, quant à elle, était une initiative de Pierre Jouven, PDG de Pechiney [15]. Ce dernier visait au monopole de l’aluminium en France, mais, pour son malheur, les usines d’Ugine étaient obsolètes. De plus, dans son appréciation, il avait sans doute fait trois erreurs : croire que la taille résout tout (erreur fréquente à l’époque) ; accepter un retour à la chimie, alors même qu’il voulait vendre la chimie d’Ugine-Kuhlmann à Rhône-Poulenc, et que plusieurs des dirigeants de son groupe s’y opposaient notamment Philippe Thomas et Frédéric Gutmann. De ces tensions avaient résulté de longues négociations, celles-ci avaient abouti, le 16 juillet 1971, à un accord de fusion. Il avait donné lieu à un très grand groupe, presqu’équivalent d’Alcan dans l’aluminium [16], même si cette activité ne représentait que 31 % du chiffre d’affaires global [17].
En second lieu, de 1971 à 1981, l’environnement s’était dégradé. Le contexte était devenu de moins en moins favorable. L’économie française se heurtait alors à des difficultés croissantes [18]. Le maintien d’une politique dirigiste hexagonale (contrôle des prix) s’accompagnait d’une dégradation des grands équilibres (inflation perte de compétitive, hausse du chômage) et donc d’un renforcement de l’opposition politique. Les dirigeants de Pechiney crurent possible d’y répondre par le perfectionnement des outils de gestion. En effet, Pechiney était très en avance en matière de recherche opérationnelle, de consolidation des comptes d’appel aux consultants américains, de primes à la production (missions de productivité) et d’appel aux compétences internationales en matière d’investissement. Mais c’était une illusion. Ces initiatives s’étaient avérées sans effets profonds : le rôle des barons s’était combiné avec les rigidités de l’emploi et l’absence de choix stratégiques (crainte des nationalisations, délais excessifs d’élaboration des décisions stratégiques). S’y ajoutaient deux questions majeures : Pechiney-Ugine-Kuhlmann se trouvait confronté à la pollution, au point d’apparaître comme « le premier pollueur de France » ; de plus, PUK souffrait des insuffisances de sa politique de gestion des ressources humaines (GRH).
En troisième et dernier lieu, PUK se trouvait dans l’incapacité de réagit au point que certain ont pu parler de « l’Empire immobile » (Philippe Thaur [19]). Le groupe fournissait trois catégories de produits : primaires (environ 30-35 % du chiffre d’affaires total), de première transformation (50 %) et de haute technologie, plus rentables (15 à 20 %). Entre eux il existait des différentiels de rentabilité tout à fait significatifs. Surtout d’importants secteurs étaient en difficulté. Tel était le cas de Tréfimétaux (12 200 salariés et 20 % du chiffre d’affaires en 1981). Les médiocres résultats de l’entreprise étaient liés à sa dépendance envers le LME, non à un manque d’intégration. S’y ajoutaient des faiblesses structurelles qui se traduisirent par une baisse des profits et même, après 1979, par un déficit d’exploitation. Certes, Tréfimétaux était le premier transformateur de cuivre en Europe, mais ses prix de revient n’étaient pas compétitifs, à la différence de ses concurrents.
Le gouvernement socialiste de Pierre Mauroy, arrivé au pouvoir en juin 1981, décide de sauver le groupe, le nationalise en 1982 et finance sa restructuration. Tous les salariés de plus de 57 ans et 6 mois sont licenciés : cette décision spectaculaire deviendra par la suite un « cas » étudié dans les écoles de commerce. PUK abandonne la chimie et les aciers spéciaux en revendant Ugine Aciers à Usinor en 1982 et reprend le nom de Pechiney. En 1983, toute la division chimie du groupe, PCUK (Produits chimiques Ugine Kuhlmann), est reprise par le groupe Atochem (actuelle Arkema).

### Privatisation
Assaini, le groupe reprend sous la présidence de Jean Gandois une stratégie expansionniste et acquiert en 1988 le géant de l'emballage américain American National Can. L'OPA sur sa maison mère, Triangle, donne lieu à un scandale politico-financier fondé sur un délit d'initié  : c'est l'affaire Pechiney-Triangle. L'entreprise double de taille, son endettement s'envole. En 1994, le nouveau PDG, Jean-Pierre Rodier, décide de recentrer le groupe sur son cœur de métier et de le désendetter, en vue de le privatiser. Howmet, Carbone Lorraine et l'essentiel d'American National Can sont revendus, les coûts sont réduits, et l'entreprise est privatisée en 1995. 
En 2000, un projet de fusion à trois avec ses concurrents canadien Alcan et suisse Algroup est refusé par la Commission européenne pour risque d'abus de position dominante dans plusieurs domaines, notamment l'automobile, la construction, les conserves alimentaires, et les emballages. L'idée des trois partenaires était de constituer un vaste ensemble international pesant 22 milliards de dollars.

### Disparition de Pechiney et naissance de Constellium et d'Albéa
Alcan reprend seul le suisse Algroup en 2001 et tente en juillet 2003 une OPA hostile sur Pechiney. En situation financière fragile, Pechiney ne peut résister et se fait absorber pour 4 milliards d'euros. Pour se conformer aux clauses de non-concurrence, Alcan se sépare de certaines de ses activités. C'est à ce titre que l'ensemble de ses activités de laminage ont été regroupées dans une nouvelle société, nommée Novelis, qui est devenue indépendante du groupe Alcan.
Six grands producteurs d'aluminium intégrés verticalement dominaient historiquement le secteur avant 1984 : Alcoa, Alcan, Kaiser Steel, Reynolds, Alusuisse et Pechiney.  Quatre d'entre eux se sont fait absorber en trois ans, et ne restent que le canadien Alcan et l'américain Alcoa. À l'été 2007, l'américain tente de racheter le canadien. Mais le conglomérat minier anglo-australien Rio Tinto intervient, parvient à racheter Alcan à l'automne 2007 et prend le nom de Rio Tinto Alcan. 
Dès novembre 2007, Rio Tinto Alcan est menacé à son tour d'une OPA hostile de la part d'un concurrent, un autre groupe minier australien, BHP Billiton. La société décide de céder pour au moins 15 milliards de dollars d'actifs. Les activités emballage (6 milliards de dollars de chiffre d'affaires pour 31 000 salariés) et produits usinés doivent être vendues. En août 2010, une nouvelle société, Alcan EP, est créée, regroupant l'activité produits usinés, c'est-à-dire les anciennes activités de Pechiney dans les produits usinés en aluminium pour l'aéronautique civile et militaire, l'automobile, la construction ferroviaire ou l'industrie. Pour la partie Emballages, les activités seront scindées et vendues à plusieurs fonds. L'ancienne Cebal enrichie d'activités pour les soins corporels sera rachetée par Sun Capital Partners pour donner naissance à Albéa.
Début 2011, 51 % d'Alcan EP sont cédés à Apollo Global Management, un fonds d'investissement américain, et 10 % sont cédés au fonds souverain français, le Fonds Stratégique d'Investissement. Rio Tinto Alcan conserve le solde du capital, soit 39 %. Enfin en mai 2011, Alcan EP prend le nom de Constellium. 
En 2011, Constellium compte 70 sites et 11 000 salariés dans le monde, dont 5 000 en France.
En 2011, Albéa compte une quarantaine de sites dans le monde et génère un chiffre d'affaires d'un milliard de dollars.

### Liste desPDG
- 1950 à 1958 : René Piaton
- 1958 à 1967 : Raoul de Vitry d'Avaucourt, DG depuis 1936
- 1968 à 1975 : Pierre Jouven, DG depuis 1960
- 1975 à 1982 : Philippe Thomas, DG depuis 1968
- 1982 à 1985 : Georges Besse
- 1985 à 1987 : Bernard Pache
- 1987 à 1994 : Jean Gandois
- 1994 à 2003 : Jean-Pierre Rodier

## Implantations en 2003
| \| Loon-Plage · Lannemezan · Saint-Jean-de-Maurienne · Tarascon-sur-Ariège · La Bâthie · Beyrède · Gardanne · Neuf-Brisach · Carquefou · Chambéry · Cran-Gevrier · Froges · Ham (Somme) · Issoire · Montreuil-Juigné · Nuits-Saint-Georges · Rugles · Ussel (Corrèze) · Voreppe · Chalon-sur-Saône · Dijon · Froges · Mareuil-sur-Ay · Saint-Seurin-sur-l'Isle · Sainte-Menehould · Vandières (Meurthe-et-Moselle) · Vienne-le-Château \| Implantations de Pechiney. |
| Loon-Plage · Lannemezan · Saint-Jean-de-Maurienne · Tarascon-sur-Ariège · La Bâthie · Beyrède · Gardanne · Neuf-Brisach · Carquefou · Chambéry · Cran-Gevrier · Froges · Ham (Somme) · Issoire · Montreuil-Juigné · Nuits-Saint-Georges · Rugles · Ussel (Corrèze) · Voreppe · Chalon-sur-Saône · Dijon · Froges · Mareuil-sur-Ay · Saint-Seurin-sur-l'Isle · Sainte-Menehould · Vandières (Meurthe-et-Moselle) · Vienne-le-Château                                  |

Plus de 40 sites étaient détenus par Péchiney en 2003, lors de son rachat par Alcan :

### Raffinage de bauxite (alumine)
- Arbine (La Bâthie), cédé au fonds d’investissement HIG (Alteo) en 2012, puis à l'américain New Day Aluminum en 2017
- Beyrède, cédé au fonds d’investissement HIG (Alteo) en 2012, puis Imerys en 2017
- Gardanne, cédé au fonds d’investissement HIG (Alteo) en 2012[23]
- Teutschenthal , cédé au fonds d’investissement HIG (Alteo) en 2012, puis Imerys en 2017

### Production d'aluminium
- Dunkerque, cédé à AIP en 2021
- Lannemezan, fermé en 2008
- Saint-Jean-de-Maurienne, cédé à l'allemand Trimet Aluminium en 2014
- Tarascon-sur-Ariège, fermé en 2003

### Fabrication de produits usinés
- Carquefou, cédé à Constellium en 2011, devient indépendant sous le nom d'Aviatube en 2015
- Chambéry cédé à l'italien CGA en 2006, fermé en 2008
- Cran-Gevrier, Novelis en 2005 acquis par Hindalco Industries en 2007
- Froges, cédé à l'italien Industrie Laminazone Alluminio (ILA) en 2006, fermé en 2007
- Goncelin, cédé à l'italien Almeco en 2007 puis à Kendeil en 2008
- Ham, cédé à Constellium en 2011 puis Aluminium France Extrusion en 2013
- Issoire, cédé à Constellium en 2011
- Montreuil-Juigné, cédé à Constellium en 2011
- Neuf-Brisach (Biesheim), cédé à Constellium en 2011
- Nuits-Saint-Georges, cédé à Constellium en 2011
- Rugles, Novelis en 2005 acquis par Hindalco Industries en 2007
- Sabart (Tarascon-sur-Ariège), cédé à Constellium en 2011, fermé en 2017
- Ussel, cédé à Constellium en 2011

### Centre de recherche
- Voreppe, Constellium en 2011

### Emballage
- Chalon-sur-Saône, cédé à l'australien Amcor en 2009
- Dijon, cédé à l'australien Amcor en 2009
- Froges, cédé à l'australien Amcor en 2009
- Mareuil-sur-Ay, cédé à l'australien Amcor en 2009
- Saint-Seurin-sur-l'Isle, cédé à l'australien Amcor en 2009
- Emballage pour cosmétique
  - Sainte-Menehould, cédé à Albéa en 2010
  - Vandières, cédé à Albéa en 2010
  - Vienne-le-Château, cédé à Albéa en 2010
- Filiale Cebal
  - Bellegarde-sur-Valserine, cédé à l'américain Ball en 2010
  - Saumur, cédé à l'américain Aurora en 2011
- Ancienne société Soplaril
  - Arras, cédé à l'australien Amcor en 2009, puis à l'espagnole Plastienvase la même année
  - Dax, cédé à l'australien Amcor en 2009
  - Moreuil, cédé à l'australien Amcor en 2009

### Electrométallurgie
- Anglefort, cédé à l'espagnol FerroAtlántica en 2005[24]
- Laudun, cédé à l'espagnol FerroAtlántica en 2005
- La Léchère, cédé à l'espagnol FerroAtlántica en 2005
- Livet-et-Gavet, cédé à l'espagnol FerroAtlántica en 2005
- Marignac, cédé à l'espagnol FerroAtlántica en 2005
- Montricher-Albanne, cédé à l'espagnol FerroAtlántica en 2005
- Pierrefitte-Nestalas, cédé à l'espagnol FerroAtlántica en 2005